# Sportgemeinschaft Dynamo Dresden 2013-2014
Questa voce raccoglie le informazioni riguardanti la Sportgemeinschaft Dynamo Dresden nelle competizioni ufficiali della stagione 2013-2014.

## Stagione
Nella stagione 2013-2014 il Dinamo Dresda, allenato da Peter Pacult, Steffen Menze e Olaf Janßen, concluse il campionato di 2. Bundesliga al 17º posto e fu retrocesso in 3. Liga.

## Rosa
| N. |                                 | Ruolo | Calciatore           |
| -- | ------------------------------- | ----- | -------------------- |
| 1  | Germania (bandiera)             | P     | Markus Scholz        |
| 4  | Senegal (bandiera)              | D     | Cheikh Gueye         |
| 5  | Francia (bandiera)              | D     | Romain Brégerie      |
| 6  | Germania (bandiera)             | C     | Marco Hartmann       |
| 7  | Francia (bandiera)              | C     | Idir Ouali           |
| 8  | Rep. Ceca (bandiera)            | C     | Filip Trojan         |
| 10 | Benin (bandiera)                | A     | Mickaël Poté         |
| 11 | Francia (bandiera)              | C     | Anthony Losilla      |
| 13 | Germania (bandiera)             | P     | Benjamin Kirsten     |
| 14 | Togo (bandiera)                 | D     | Alban Sabah          |
| 15 | Algeria (bandiera)              | A     | Mohamed Amine Aoudia |
| 17 | Bosnia ed Erzegovina (bandiera) | D     | Adnan Mravac         |
| 18 | Germania (bandiera)             | C     | Tobias Kempe         |
| 19 | Italia (bandiera)               | C     | Vincenzo Grifo       |

| N. |                     | Ruolo | Calciatore         |
| -- | ------------------- | ----- | ------------------ |
| 21 | Croazia (bandiera)  | D     | Adam Sušac         |
| 22 | Slovenia (bandiera) | A     | Zlatko Dedič       |
| 23 | Germania (bandiera) | D     | Thorsten Schulz    |
| 24 | Germania (bandiera) | D     | Christoph Menz     |
| 25 | Germania (bandiera) | C     | Robert Koch        |
| 27 | Germania (bandiera) | C     | Sebastian Schuppan |
| 31 | Germania (bandiera) | C     | Paul Milde         |
| 34 | Germania (bandiera) | C     | Marvin Stefaniak   |
| 35 | Germania (bandiera) | P     | Florian Fromlowitz |
| 36 | Germania (bandiera) | C     | Tommy Klotke       |
| 37 | Germania (bandiera) | D     | Toni Leistner      |
| 38 | Germania (bandiera) | A     | Tobias Müller      |
| 40 | Germania (bandiera) | C     | Cristian Fiél      |

## Organigramma societario
Area tecnica
- Allenatore: Olaf Janßen
- Allenatore in seconda: Nico Däbritz, Peter Németh
- Preparatore dei portieri: Thomas Köhler
- Preparatori atletici:
- Analisi video:

## Calciomercato

### Sessione estiva
| Acquisti | Acquisti             | Acquisti         | Acquisti |
| R.       | Nome                 | da               | Modalità |
| -------- | -------------------- | ---------------- | -------- |
| A        | Mohamed Amine Aoudia | ES Sétif         |          |
| A        | Soufian Benyamina    | Stoccarda        |          |
| A        | Zlatko Dedič         | Bochum           |          |
| C        | Marco Hartmann       | Hallescher       |          |
| D        | Toni Leistner        | Hallescher       |          |
| D        | Christoph Menz       | Union Berlino    |          |
| D        | Adnan Mravac         | Mattersburg      |          |
| P        | Nico Pellatz         | Sparta Rotterdam |          |
| D        | Alban Sabah          | Schalke 04 II    |          |
| D        | Thorsten Schulz      | Aalen            |          |
| D        | Adam Sušac           | Pomorac          |          |

| Cessioni | Cessioni             | Cessioni             | Cessioni |
| R.       | Nome                 | a                    | Modalità |
| -------- | -------------------- | -------------------- | -------- |
| A        | Pavel Fořt           | Slovan Bratislava    |          |
| C        | Marcel Franke        | Hallescher           |          |
| C        | Tobias Jänicke       | Wehen Wiesbaden      |          |
| C        | Lars Jungnickel      | Dinamo Dresda II     |          |
| D        | Florian Jungwirth    | Bochum               |          |
| A        | Lynel Kitambala      | Saint-Étienne        |          |
| C        | Giannīs Papadopoulos | Arīs Salonicco       |          |
| D        | Vujadin Savić        | Bordeaux             |          |
| C        | David Solga          | Borussia Dortmund II |          |
| C        | Denis Streker        | Hoffenheim II        |          |
| D        | Muhamed Subašić      | OH Lovanio           |          |
| D        | Bjarne Thoelke       | Wolfsburg II         |          |

### Sessione invernale
| Acquisti | Acquisti       | Acquisti   | Acquisti |
| R.       | Nome           | da         | Modalità |
| -------- | -------------- | ---------- | -------- |
| C        | Vincenzo Grifo | Hoffenheim |          |

| Cessioni | Cessioni          | Cessioni         | Cessioni |
| R.       | Nome              | a                | Modalità |
| -------- | ----------------- | ---------------- | -------- |
| P        | Nico Pellatz      | Viktoria Colonia |          |
| A        | Soufian Benyamina | Preußen Münster  |          |

## Risultati

### 2. Bundesliga

#### Girone di andata
| Arbitro: | Stark |

|           |           |          |
| Kempe 78’ | Marcatori | 61’ Ujah |

| Arbitro: | Stieler |

|            |           |          |
| Fabian 10’ | Marcatori | 69’ Fiél |

| Arbitro: | Sippel |

|           |           |                                        |
| Sušac 74’ | Marcatori | 23’ Brandy 25’ Mattuschka 37’ Kreilach |

| Arbitro: | Willenborg |

|  |           |                        |
|  | Marcatori | 44’, 50’, 69’ Kapllani |

| Arbitro: | Gräfe |

|                      |           |            |
| Kringe 73’ Maier 88’ | Marcatori | 71’ Aoudia |

| Arbitro: | Osmers |

|          |           |             |
| Menz 24’ | Marcatori | 11’ Hofmann |

| Arbitro: | Kinhöfer |

|          |           |            |
| Fink 18’ | Marcatori | 82’ Müller |

| Arbitro: | Christ |

|                      |           |                      |
| Aoudia 63’ Dedič 67’ | Marcatori | 47’ Wurtz 85’ Sağlık |

| Arbitro: | Welz |

|                                                          |           |  |
| Stieber 10’ Brégerie 63’ (aut.) Gießelmann 75’ Sparv 86’ | Marcatori |  |

| Arbitro: | Fischer |

|                         |           |  |
| Aoudia 28’ Hartmann 35’ | Marcatori |  |

| Sandhausen 19 ottobre 2013, ore 13:00 CEST 11ª giornata | Sandhausen | 0 – 0 referto | Dinamo Dresda | Hardtwaldstadion (6 500 spett.)\| Arbitro: \| Leicher \| |
| Arbitro:                                                | Leicher    |               |               |                                                          |

| Arbitro: | Brych |

|          |           |  |
| Poté 72’ | Marcatori |  |

| Arbitro: | Dingert |

|            |           |                                     |
| Vallori 9’ | Marcatori | 2’ Poté 10’ Dedič 90’ (rig.) Aoudia |

| Arbitro: | Siebert |

|            |           |               |
| Schulz 71’ | Marcatori | 90’ Klingbeil |

| Arbitro: | Stegemann |

|                                            |           |  |
| Hennings 8’ van der Biezen 19’ Nəzərov 72’ | Marcatori |  |

| Arbitro: | Meyer |

|                               |           |                     |
| Kempe 41’ Ouali 78’ Dedič 80’ | Marcatori | 45’ Occéan 73’ Gaus |

| Arbitro: | Stieler |

|            |           |            |
| Lorenz 60’ | Marcatori | 90’ Aoudia |

#### Girone di ritorno
| Arbitro: | Gagelmann |

|                            |           |            |
| Helmes 14’, 25’ Brečko 52’ | Marcatori | 55’ Aoudia |

| Dresda 20 dicembre 2013, ore 18:30 CET 19ª giornata | Dinamo Dresda | 0 – 0 referto | Bochum | glücksgas stadion (27 872 spett.)\| Arbitro: \| Dingert \| |
| Arbitro:                                            | Dingert       |               |        |                                                            |

| Berlino 8 febbraio 2014, ore 13:00 CET 20ª giornata | Union Berlino | 0 – 0 referto | Dinamo Dresda | Stadio An der Alten Försterei (21 717 spett.)\| Arbitro: \| Stark \| |
| Arbitro:                                            | Stark         |               |               |                                                                      |

| Arbitro: | Ittrich |

|                                           |           |                        |
| Kapllani 54’ Epstein 83’ (rig.) Huber 86’ | Marcatori | 11’ Grifo 89’ Schuppan |

| Arbitro: | Welz |

|              |           |                            |
| Hartmann 44’ | Marcatori | 35’ Kringe 48’ Halstenberg |

| Arbitro: | Weiner |

|           |           |          |
| Caiuby 1’ | Marcatori | 43’ Koch |

| Arbitro: | Drees |

|           |           |           |
| Ouali 55’ | Marcatori | 90’ Latka |

| Arbitro: | Stegemann |

|                        |           |                  |
| Bakalorz 38’ Wurtz 44’ | Marcatori | 55’ (rig.) Dedič |

| Arbitro: | Winkmann |

|                  |           |                   |
| Dedič 79’ (rig.) | Marcatori | 71’ (rig.) Đurđić |

| Arbitro: | Wingenbach |

|                  |           |           |
| Grech 84’ (rig.) | Marcatori | 79’ Kempe |

| Dresda 28 marzo 2014, ore 18:30 CET 28ª giornata | Dinamo Dresda | 0 – 0 referto | Sandhausen | glücksgas stadion (25 153 spett.)\| Arbitro: \| Cortus \| |
| Arbitro:                                         | Cortus        |               |            |                                                           |

| Cottbus 4 aprile 2014, ore 18:30 CEST 29ª giornata | Energie Cottbus | 0 – 0 referto | Dinamo Dresda | Stadion der Freundschaft (18 500 spett.)\| Arbitro: \| Perl \| |
| Arbitro:                                           | Perl            |               |               |                                                                |

| Arbitro: | Siebert |

|                                  |           |                               |
| Kempe 5’ Ouali 11’ Koch 20’, 44’ | Marcatori | 26’ (aut.) Losilla 89’ Adlung |

| Arbitro: | Dingert |

|                    |           |  |
| Fink 6’ Löning 19’ | Marcatori |  |

| Arbitro: | Petersen |

|                               |           |                                     |
| Brégerie 41’ (rig.) Dedič 75’ | Marcatori | 6’ (rig.) Hennings 55’ Mauersberger |

| Arbitro: | Stark |

|                                                        |           |  |
| Leistner 5’ (aut.) Idrissou 63’ (rig.), 84’ Stöger 90’ | Marcatori |  |

| Arbitro: | Gräfe |

|                   |           |                             |
| Poté 65’ Koch 74’ | Marcatori | 41’, 63’ Klos 76’ Przybyłko |

## Statistiche

### Statistiche di squadra
| Competizione  | Punti | In casa | In casa | In casa | In casa | In casa | In casa | In trasferta | In trasferta | In trasferta | In trasferta | In trasferta | In trasferta | Totale | Totale | Totale | Totale | Totale | Totale | DR  |
| Competizione  | Punti | G       | V       | N       | P       | Gf      | Gs      | G            | V            | N            | P            | Gf           | Gs           | G      | V      | N      | P      | Gf     | Gs     | DR  |
| ------------- | ----- | ------- | ------- | ------- | ------- | ------- | ------- | ------------ | ------------ | ------------ | ------------ | ------------ | ------------ | ------ | ------ | ------ | ------ | ------ | ------ | --- |
| 2. Bundesliga | 32    | 17      | 4       | 9       | 4       | 23      | 24      | 17           | 1            | 8            | 8            | 13           | 29           | 34     | 5      | 17     | 12     | 36     | 53     | -17 |
| Totale        | 32    | 17      | 4       | 9       | 4       | 23      | 24      | 17           | 1            | 8            | 8            | 13           | 29           | 34     | 5      | 17     | 12     | 36     | 53     | -17 |

### Andamento in campionato
| Giornata  | 1 | 2  | 3  | 4  | 5  | 6  | 7  | 8  | 9  | 10 | 11 | 12 | 13 | 14 | 15 | 16 | 17 | 18 | 19 | 20 | 21 | 22 | 23 | 24 | 25 | 26 | 27 | 28 | 29 | 30 | 31 | 32 | 33 | 34 |
| --------- | - | -- | -- | -- | -- | -- | -- | -- | -- | -- | -- | -- | -- | -- | -- | -- | -- | -- | -- | -- | -- | -- | -- | -- | -- | -- | -- | -- | -- | -- | -- | -- | -- | -- |
| Luogo     | C | T  | C  | C  | T  | C  | T  | C  | T  | C  | T  | C  | T  | C  | T  | C  | T  | T  | C  | T  | T  | C  | T  | C  | T  | C  | T  | C  | T  | C  | T  | C  | T  | C  |
| Risultato | N | N  | P  | P  | P  | N  | N  | N  | P  | V  | N  | V  | V  | N  | P  | V  | N  | P  | N  | N  | P  | P  | N  | N  | P  | N  | N  | N  | N  | V  | P  | N  | P  | P  |
| Posizione | 8 | 10 | 16 | 17 | 18 | 18 | 17 | 17 | 17 | 17 | 17 | 17 | 13 | 14 | 16 | 14 | 13 | 17 | 17 | 17 | 16 | 16 | 16 | 17 | 17 | 16 | 16 | 16 | 16 | 16 | 16 | 16 | 16 | 17 |

Legenda:

Luogo: C = Casa; T = Trasferta. Risultato: V = Vittoria; N = Pareggio; P = Sconfitta.

### Statistiche dei giocatori
| M. Aoudia     | 15 | 6 | 3 | 1 |
| S. Benyamina  | 4  | 0 | 0 | 0 |
| R. Brégerie   | 34 | 1 | 3 | 0 |
| Z. Dedič      | 32 | 6 | 4 | 0 |
| C. Fiél       | 17 | 1 | 4 | 0 |
| F. Fromlowitz | 0  | 0 | 0 | 0 |
| V. Grifo      | 13 | 1 | 2 | 1 |
| C. Gueye      | 20 | 0 | 3 | 2 |
| M. Hartmann   | 12 | 2 | 2 | 0 |
| T. Kempe      | 22 | 4 | 2 | 0 |
| B. Kirsten    | 28 | 0 | 0 | 0 |
| T. Klotke     | 0  | 0 | 0 | 0 |
| R. Koch       | 23 | 4 | 6 | 0 |
| T. Leistner   | 16 | 0 | 4 | 0 |
| A. Losilla    | 34 | 0 | 5 | 0 |
| C. Menz       | 21 | 1 | 7 | 0 |
| P. Milde      | 2  | 0 | 0 | 0 |
| A. Mravac     | 8  | 0 | 1 | 0 |
| T. Müller     | 11 | 1 | 0 | 0 |
| I. Ouali      | 32 | 3 | 4 | 0 |
| N. Pellatz    | 0  | 0 | 0 | 0 |
| M. Poté       | 31 | 3 | 8 | 0 |
| A. Sabah      | 1  | 0 | 0 | 0 |
| M. Scholz     | 6  | 0 | 0 | 0 |
| T. Schulz     | 24 | 1 | 6 | 1 |
| S. Schuppan   | 21 | 1 | 2 | 0 |
| M. Stefaniak  | 8  | 0 | 0 | 0 |
| A. Sušac      | 17 | 1 | 3 | 0 |
| F. Trojan     | 7  | 0 | 2 | 0 |